# 1954年兵庫県知事選挙
1954年兵庫県知事選挙（せんきゅうひゃくごじゅうよねんひょうごけんちじせんきょ）は、1954年（昭和29年）12月12日に投開票が行われた第36代（公選制導入後は3回目）の兵庫県知事を選出するための選挙である。

## 概要

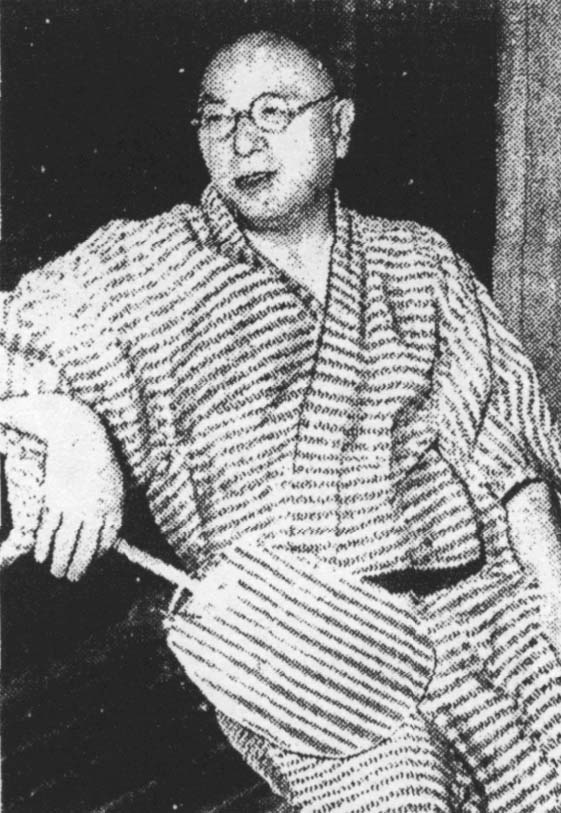
岸田幸雄（1954年）

1947年（昭和22年）に都道府県知事の公選制が導入されてから2回の兵庫県知事選挙はいずれも統一地方選挙の一環として行われ、2回とも官選第32代知事で保守系の岸田幸雄が革新系の候補者との一騎討ちを制して当選して来た。ところが、岸田の招きで兵庫県庁に入庁し総務部長を経て副知事を務めていた吉川覚が1954年（昭和29年）4月に突如として岸田に叛旗を翻し、県庁内で組織的な裏金作りが行われているとする告発状を神戸地検に提出する。この動きに対して岸田が吉川の告発を事実無根として副知事を罷免したことから、県議会の与党会派である公正会を二分する政争へと発展した。
吉川は連日にわたって記者会見を開き、岸田は監督責任を取って自発的に知事を辞任すべきだと主張したことから「県政の爆弾児」の異名を取った。ところが、後に岸田が公選2期目の任期満了後に自らを後継の知事に指名するものだとの期待に反して県の財政難を受けた組織再編に伴うポスト削減を理由に副知事を2名から1名に減員したい旨を打診されたことを逆恨みしての告発であったと暴露され、告発状を取り下げる。神戸地検の捜査では県庁内の100名余りが取り調べを受け、吉川から名指しで裏金作りの首謀者として非難されていた公房長（現在の知事公室長に相当する役職）は任意で事情聴取に応じた後に「一身上の都合」を理由に辞任、起訴猶予処分となり捜査は終結した。
吉川の告発は空振りに終わり、一気に信頼を失ったとみるや岸田は半年弱の任期を残して出直し選挙に打って出る決意を固める。しかし、国政では第5次吉田内閣の造船疑獄に端を発する自由党の内紛が表面化しており、岸田の3選出馬に対しては保守陣営の間でも賛否が分かれた。特に官選第24代兵庫県知事を務めた湯沢三千男は岸田の3選出馬はリスクが大きいとして反対の立場を表明していたことから、岸田が出馬を見送って退任する場合は湯沢か官選第28代知事の成田一郎を擁立することが検討された。一方、過去2回の選挙で苦杯を舐めていた革新陣営では出直し選挙が執行された場合、知名度の高さから尼崎市の阪本勝市長を社会党推薦候補として擁立する方針が決定される。阪本は当初、湯沢との個人的な親交から出馬に慎重な姿勢であった。しかし、最終的に岸田と湯沢が「革新県政阻止」の認識で一致して湯沢が岸田の3選出馬を容認する姿勢に転じたことから出馬を決断し、現職の岸田に吉川と阪本が挑む選挙戦の構図が確定した。
岸田は11月5日付で知事を辞任し、出直し選挙の投票日は12月12日に設定された。

## 選挙データ
執行日
- 1954年（昭和29年）12月12日

## 立候補者
3氏、届け出順。
| 立候補者                   | 年齢 | 党派                   | 新旧 | 肩書き              |
| -------------------------- | ---- | ---------------------- | ---- | ------------------- |
| 阪本勝 （さかもと まさる） | 55   | 無所属 （社会党 推薦） | 新   | 前尼崎市長          |
| 岸田幸雄 （きしだ さちお） | 61   | 無所属                 | 前   | 前兵庫県知事（3期） |
| 吉川覚 （よしかわ さとる） | 48   | 無所属                 | 新   | 前兵庫県副知事      |

## 選挙結果

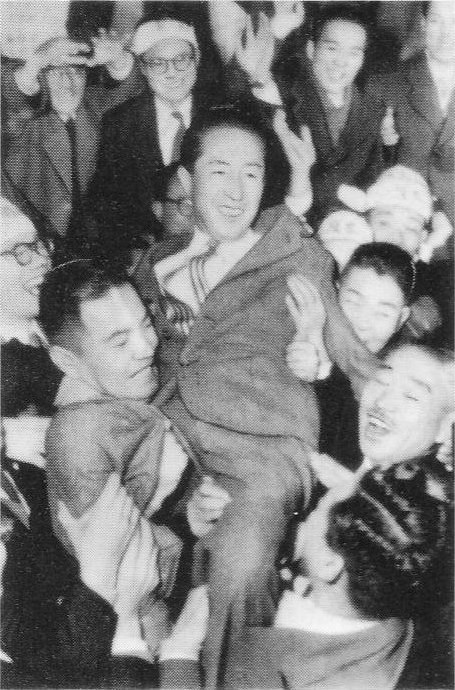
当選を決めて支援者に祝福される阪本勝

投票率は1951年（昭和26年）4月30日投開票の前回（78.48%）に比べて17.05ポイント減の61.03%となった。投票率低下の理由としては、年末の忙しい時期の選挙であったことや岸田と吉川の個人的な確執に起因する県政の混乱に嫌悪感を示す空気が広がっていたことなどが挙げられている。
|      | 順位 | 候補者名 | 党派                | 新旧 | 得票数  | 得票率 | 惜敗率 | 供託金 |
| ---- | ---- | -------- | ------------------- | ---- | ------- | ------ | ------ | ------ |
| 当選 | 1    | 阪本勝   | 無所属（社会 推薦） | 新   | 774,115 | 63.10% | ----   |        |
| 次点 | 2    | 岸田幸雄 | 無所属              | 前   | 351,710 | 28.67% | 45.43% |        |
|      | 3    | 吉川覚   | 無所属              | 新   | 100,954 | 8.23%  | 13.04% | 没収   |

社会党は岸田と吉川の政争による保守分裂状態を絶好の機会と捉えて左派・右派の双方が一致協力して推薦候補の阪本を推したのに対し、保守陣営は国政における自由党の内紛も影響して最後まで足並みが乱れたままの選挙戦を強いられた。自由党を中心とする国政与党の多くは岸田陣営であったが、選挙の告示直前に結党された日本民主党は吉川を支援した。吉川陣営には選挙戦終盤の12月10日に日本民主党の鳩山一郎総裁が首班指名を受けて鳩山内閣が成立したことをプラス要因として期待する声もあったが、その期待も虚しく法定得票を下回り供託金を没収される大敗を喫した。
結果、岸田と吉川は共倒れとなり阪本が当選、兵庫県政初（にして現在まで唯一）の革新県政が樹立されるに至った。また、官選知事の時代には兵庫県出身者が知事に任命されたことは一度もないため、阪本は史上初の地元出身知事でもあった。当初は有利と見られていた岸田が予想外の大敗を喫したことについては、兵庫県と選挙日程が部分的に重複しており先に投開票が行われた鳥取県および滋賀県の知事選挙で共に現職が「3選阻止」を主張する野党候補に大敗したことが報じられた心理的影響も指摘されている。

## その後
岸田と吉川の政争による保守陣営の疲弊は大きく、1958年（昭和33年）の第4回知事選では「文人知事」として県民の人気を集めた阪本の前に自主投票を余儀なくされた。この知事選では共産党が独自候補を擁立したが、阪本が9割以上の得票を集める「信任投票」同然の結果となっている。阪本は自身の信条を理由に挙げて1962年（昭和37年）の第5回知事選には出馬せず、2期限りで知事を退任したが副知事として阪本を支えた金井元彦が中道右派路線を掲げて出馬し、当選している。
岸田は電源開発副総裁を経て1959年（昭和34年）に参議院兵庫県選挙区の補欠選挙で自民党から出馬して当選し、参議院議員を2期務めた。吉川は国政進出へ転換し衆議院議員総選挙に兵庫1区から4回、徳島全県区から1回の計5回出馬したが、5回とも全立候補者中最下位に終わっている。